# دهستان کرشت
دهستان کرشت یکی از دهستان‌های بخش مرکزی شهرستان پردیس در استان تهران ایران است.

## جمعیت
براساس سرشماری مرکز آمار ایران در سال ۱۳۹۵، جمعیت دهستان کرشت ۱،۹۱۹ نفر بوده‌است.